# Sever II
|  | Per a altres significats, vegeu «Sever II de Barcelona». |

Flavi Valeri Sever —Flavius Valerius Severus (llatí)— conegut com a Sever II, fou emperador romà (306-307, nomenat cèsar el 305. El seu ascens al tron, incitat per Galeri, va desencadenar el trencament de la tetrarquia ideada per Dioclecià. Maximià va lluitar contra ell i el va fer deposar.

## Orígens
Sever era un aventurer il·liri, pràcticament desconegut fins a la seva relació amb Galeri, a qui havia demostrat la seva lleialtat.
A l'abdicació dels emperadors Dioclecià i Maximià, els seus substituts els cèsars Galeri i Constanci Clor foren elevats al rang d'augusts. Estava acordat que els següents cèsars que es nomenarien serien: Constantí (fill de Constanci Clor) per a la meitat occidental i Maxenci (fill de Maximià) per la meitat oriental.. Malgrat tot va haver un canvi de plans, el nomenament corresponia a Galeri que va escollir dues persones diferents, triats per la seva fidelitat: Maximí Daia (per orient) i Sever (per occident). Va rebre les insígnies de cèsar a Milà l'1 de maig del 305 i va obtenir Itàlia i probablement les províncies d'Àfrica i l'Alta Pannònia.

## La desfeta de la tetrarquia
La decisió de Galeri va disgustar a Constanci Clor, el qual en morir uns mesos més tard a Eboracum (Britànnia), va demanar a les seves tropes que proclamessin emperador el seu fill Constantí. Maximià tampoc va quedar content amb els nomenaments que havia fet Galeri i va tornar després de la seva abdicació per promoure l'elevació a cèsar del seu fill Maxenci.
El juliol del 306, Sever fou proclamat august per Galeri i se li va encarregar posar fi a la revolta de Maxenci. Va marxar cap a Roma però les seves tropes van desertar quan el seu antic comandant, Maximià (pare de Maxenci), va sortir del retirament a Lucània, per donar suport al seu fill. Sever es va haver de retirar cap a Ravenna perseguit per Maximià. Es podia haver defensat a Ravenna, molt difícil de conquerir, però mal aconsellat, va decidir lliurar-se al vencedor i demanar clemència; fou portat a Tres Tabernes (una estació a la via Àpia) com a presoner. Maxenci i Maximià només li van concedir escollir la manera de morir (307). Es va obrir les venes. Fou enterrat al sepulcre de Gal·liè, a la vora de la via Àpia, al novè mil·liari.